# Despina Kourti
Despina Kourti, grekisk skådespelerska.

## Roller (i urval)
- (2002) - Kane Oreksi
- (2002) - Pame Ya Ena Ouzo
- (2000) - Mavro Gala